# Hrafnistumannasögur
 (signalé en juin 2025).
Si vous disposez d'ouvrages ou d'articles de référence ou si vous connaissez des sites web de qualité traitant du thème abordé ici, merci de compléter l'article en donnant les références utiles à sa vérifiabilité et en les liant à la section « Notes et références ».
- Archive Wikiwix
- Bing
- Cairn
- DuckDuckGo
- E. Universalis
- Gallica
- Google
- G. Books
- G. News
- G. Scholar
- Persée
- Qwant
- (zh) Baidu
- (ru) Yandex
- (wd) trouver des œuvres sur Wikidata

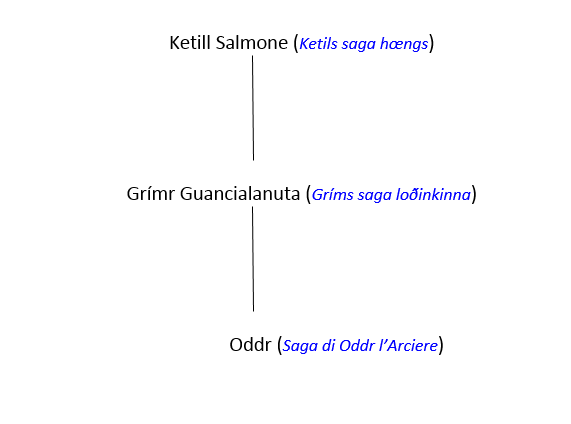
Arbre généalogique de la famille.

Les Hrafnistumannasögur ou Sagas des hommes de Hrafnista désignent quatre sagas légendaires : la Ketils saga hœngs, la Gríms saga loðinkinna, l’Örvar-Odds saga et  l’Áns saga bogsveigis, dont les héros ont en commun d'être originaires de Hrafnista, aujourd'hui Ramsta, dans le Namdal (Norvège). Trois d'entre eux appartiennent d'ailleurs au même lignage : Ketil hœngr est le père de Grímr loðinkinni et le grand-père d'Örvar-Oddr.